# Verdun, Ariège
Verdun är en kommun i departementet Ariège i regionen Occitanien i södra Frankrike. Kommunen ligger  i kantonen Les Cabannes som ligger i arrondissementet Foix. År 2022 hade Verdun 208 invånare.

## Befolkningsutveckling
Antalet invånare i kommunen Verdun
Referens: INSEE